# Chiesa della Madonna del Carmine (Madruzzo)
La chiesa della Madonna del Carmine, o del Carmelo, è una chiesa cattolica situata a Sarche, frazione di Madruzzo in Trentino. È parrocchiale, e appartiene all'ex decanato di Calavino dell'arcidiocesi di Trento.

## Storia

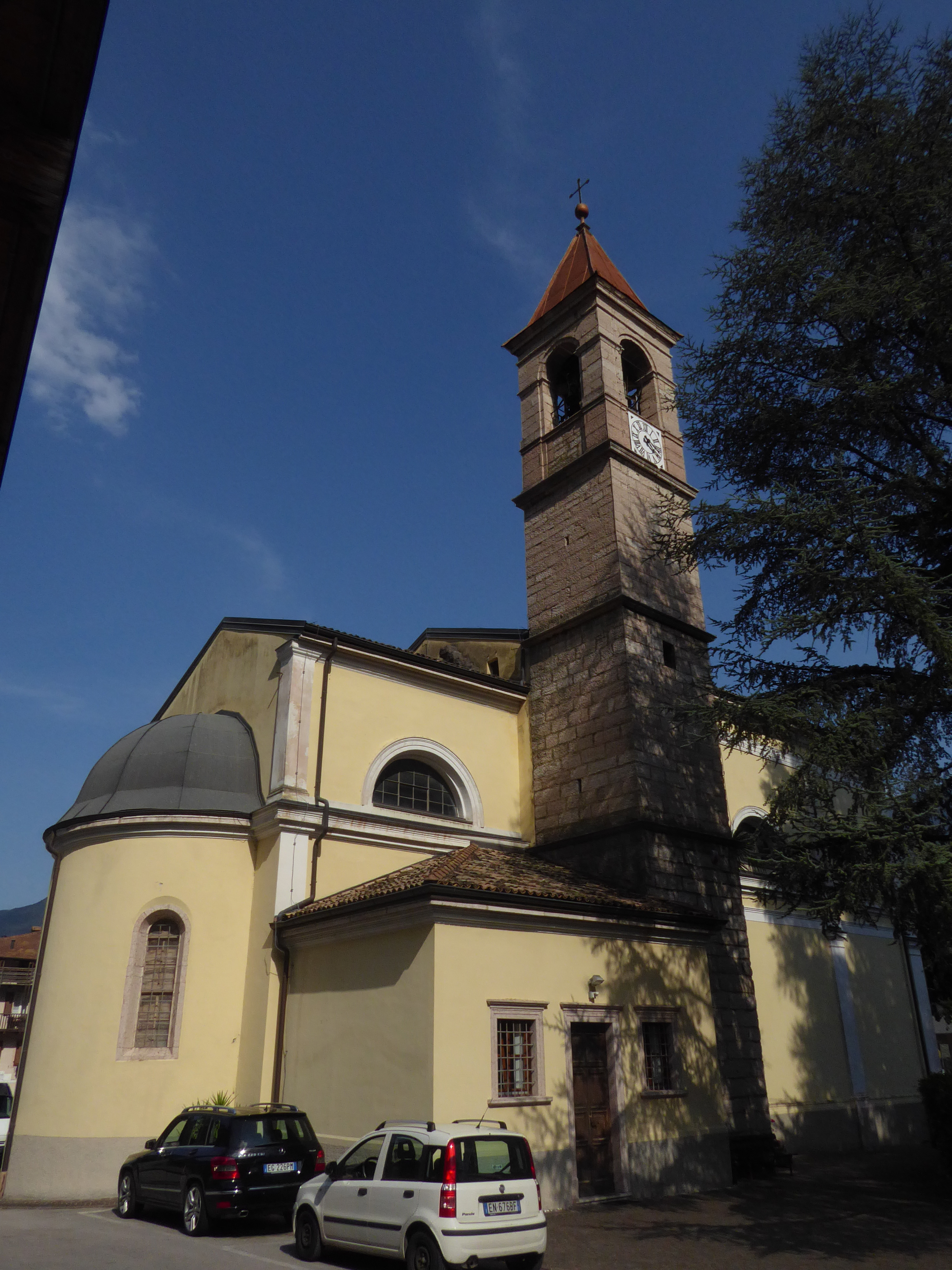
Retro e campanile

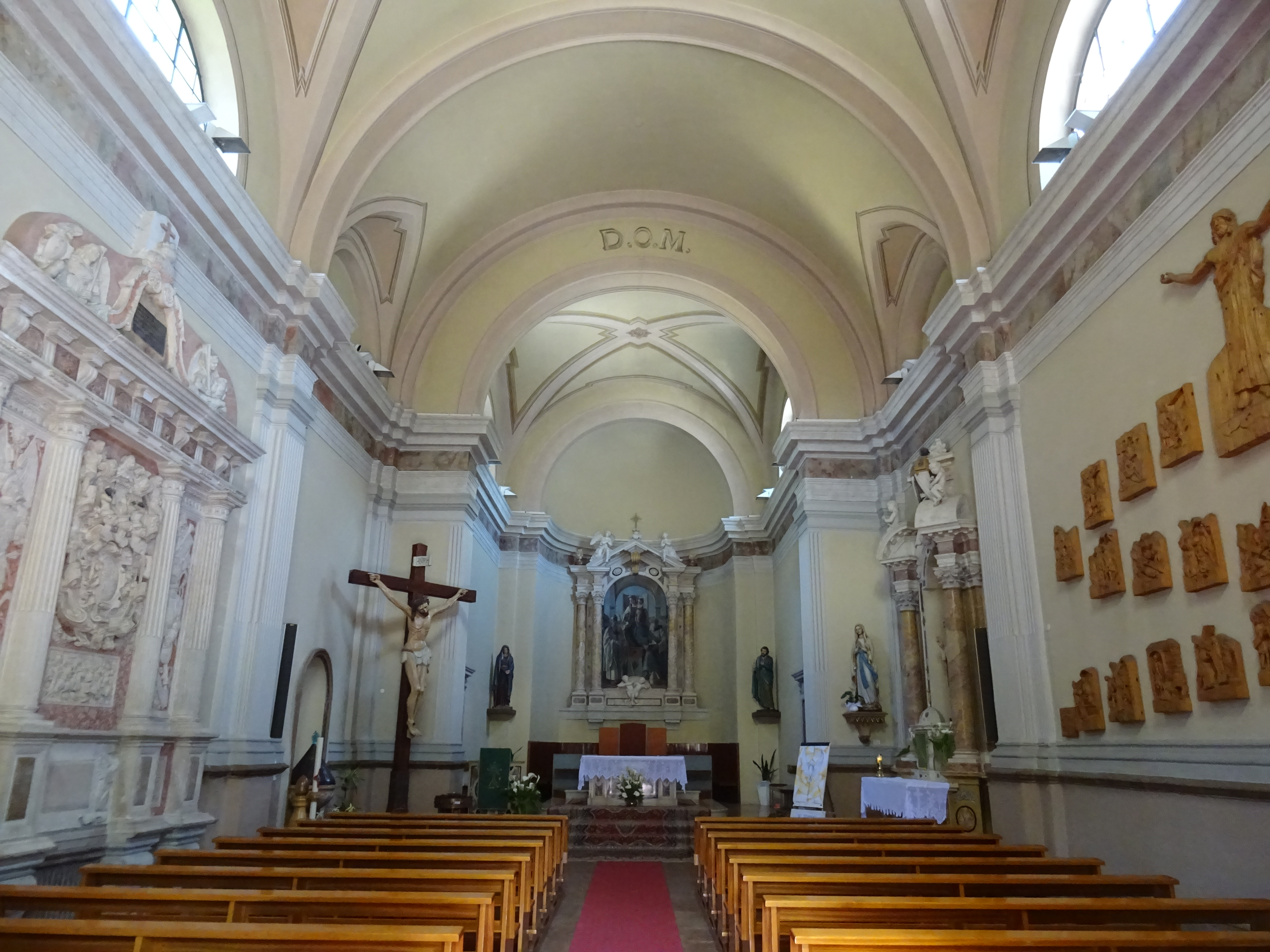
Interno

### Il convento e la chiesa dei Celestini
Tra il 1313 e il 1325 in località Sarche, dove la strada proveniente da Trento si biforcava (come ancora fa) conducendo alla Valle del Sarca e alle Giudicarie, sorse un piccolo convento dei Padri Celestini, con funzione di ospizio per viandanti e coloni; la struttura non superò mai il numero di tre religiosi e venne fondata anche grazie al generoso contributo economico dei due fratelli Nicolò e Gerardo dei conti d'Arco. 
Nel 1325 una chiesa gotica, intitolata a dapprima a santa Maria della Misercordia e poi santa Maria Assunta, venne annessa al convento, ed entro il Cinquecento doveva aver acquisito una certa importanza, dato che l'amministratore di Castel Toblino Giovanni Battista Carioli (morto nel 1527) chiese di esservi sepolto; la sua lapide è esposta ora all'ingresso del vicino ristorante. Da una descrizione del 1615 risulta che fosse dotata di tre altari: il maggiore, con pala raffigurante l'Assunzione di Maria con gli apostoli e una scultura della Madonna del Carmelo, e due laterali, intitolati a sant'Antonio di Padova e san Carlo Borromeo, con le rispettive statue lignee. 
Il convento venne soppresso nel 1779; l'edificio venne adibito dapprima a casa colonica, e oggi ospita appartamenti e un ristorante. La chiesa invece restò in uso, venendo affidata al clero secolare, e nel 1783 venne dotata di un sacerdote stabile (primo cappellano fu don Valentino Chemelli di Padergnone); nel 1831 venne elevata a cappellania curata e ottenne il fonte battesimale, seguito nel 1836 dal cimitero.

### La chiesa moderna
Verso la fine dell'Ottocento l'antica chiesetta gotica risultava troppo piccola per le esigenze della popolazione; un primo progetto di ampliamento del 1882 a firma di Rodolfo Gobber cadde nel vuoto. Nel 1887 la situazione venne presa in mano dal vescovo di Trento Eugenio Carlo Valussi, che decise di far costruire un nuovo edificio a proprie spese; il 27 ottobre di quell'anno benedisse la posa della prima pietra, consacrando l'erigenda chiesa alla Madonna del Carmine. La struttura venne costruita dalla ditta Rodolfo e Bortolo Gobber di Lasino, su progetto di Vigilio Oberziner, e i lavori terminarono con la consacrazione officiata il 12 ottobre 1889 dallo stesso Valussi, concelebranti ventisette sacerdoti, seguita poi dalla cresima di 516 ragazzi del decanato. Valussi era particolarmente legato alle Sarche, e secondo la tradizione era sua abitudine donare un soldo a tutti i coloni che gli si avvicinavano per baciargli l'anello. La chiesa vecchia venne sventrata e riconvertita in parte in cantina, e in parte in canonica curaziale.
L'altare maggiore per la nuova chiesa fu quello del santuario della Madonna delle Laste di Trento, che era stato soppresso, e vennero aggiunti anche due altari laterali in legno, uno intitolato all'Addolorata e l'altro a san Giuseppe, con relative statue. L'altare dell'Addolorata venne rimpiazzato dopo pochi anni con uno in marmo proveniente dal duomo di Trento, realizzato da Cristoforo Benedetti; contestualmente venne rimosso anche quello di san Giuseppe, con l'intento di sostituirlo, cosa che però non avvenne. 
La chiesa, già sussidiaria della pieve di Calavino, ottenne dignità parrocchiale il 28 settembre 1943 dal vescovo Carlo De Ferrari; in quell'anno l'altare maggiore dovette tornare al convento delle Laste, che era stato riaperto, e al suo posto venne portato quello della chiesa dei Disciplini di Riva del Garda (soppressa e poi trasformata in porta cittadina). Nel 1968-70 l'edificio fu oggetto di restauri conservativi e di adeguamento liturgico, che interessarono in particolare la parte del presbiterio; un altro restauro è avvenuto nel 1989.

## Descrizione

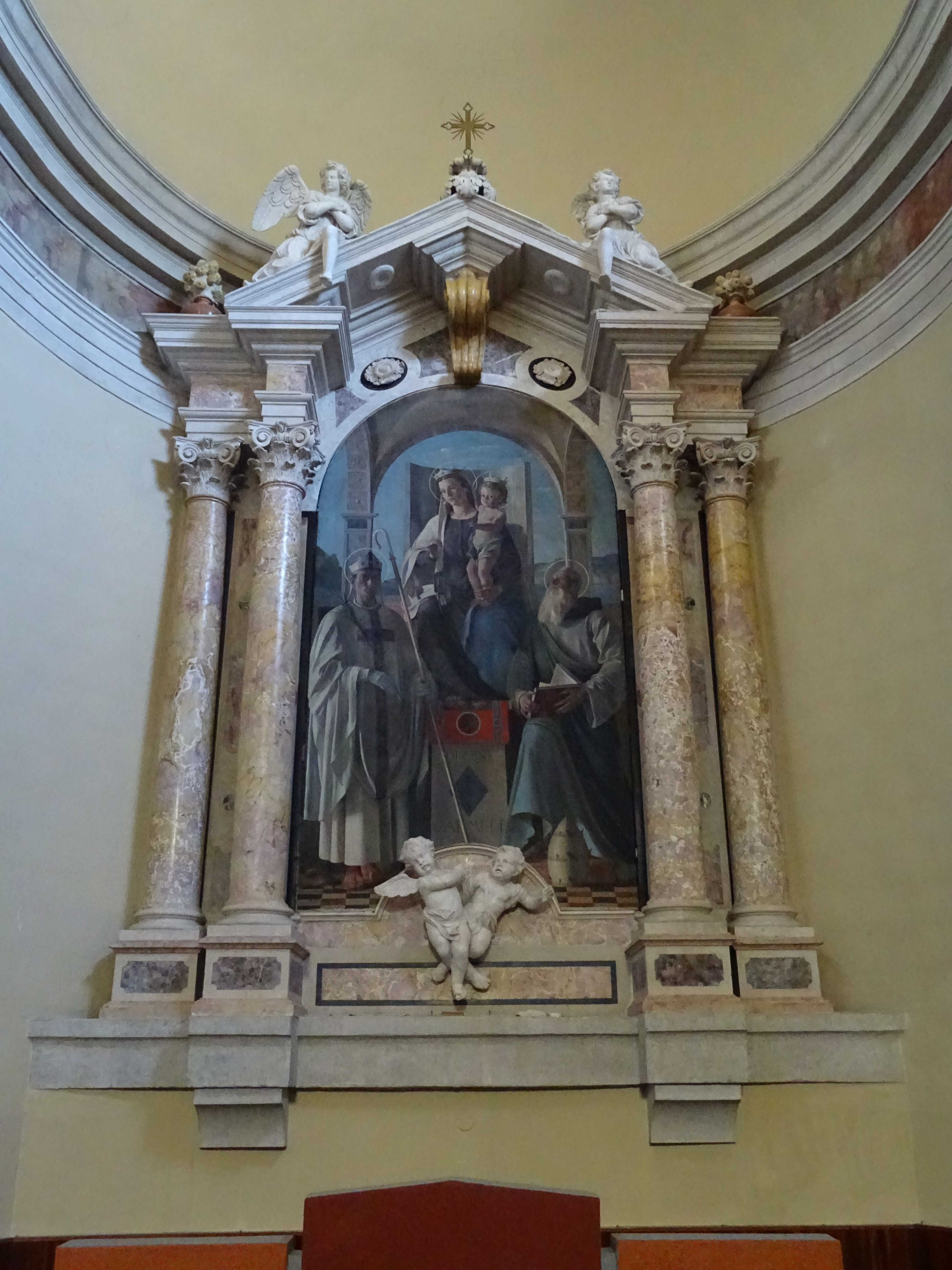
L'ancona dell'altare maggiore

### Esterno

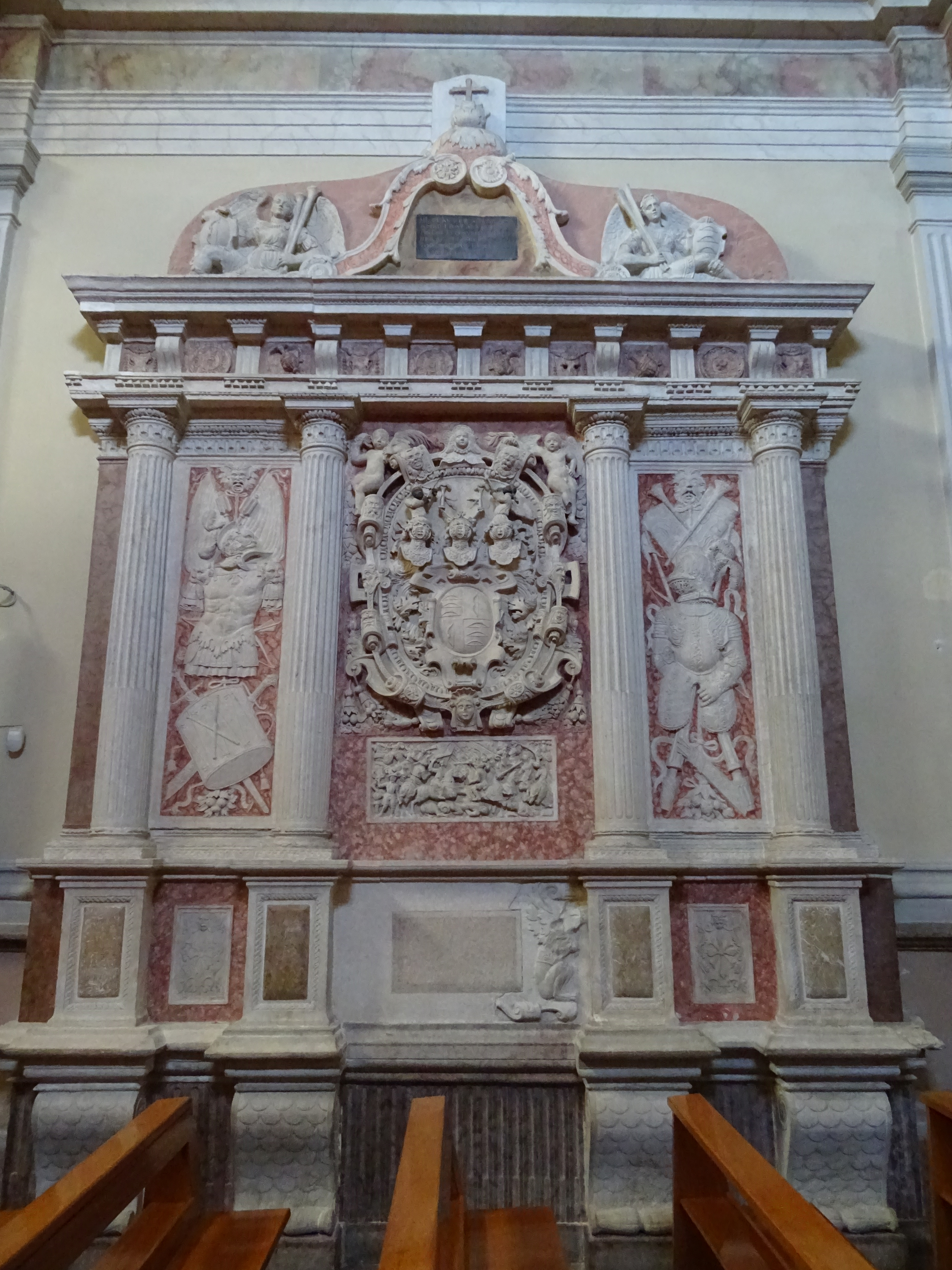
Il cenotafio della famiglia d'Arco

La chiesa, orientata verso nord-ovest, è preceduta dal sagrato (datato 1889), ornato da due cipressi, e si affaccia sulla strada statale 45 bis; è una struttura neoclassica, rifinita a intonaco tinteggiato, percorsa alla base da una zoccolatura a intonaco rustico, e ha i tetti coperti da coppi in laterizio. 
Si presenta con facciata a capanna, stretta tra paraste doriche e suddivisa in due ordini sormontati dal frontone triangolare. Il portale principale con architrave decorato è fiancheggiato da due nicchie contenenti le statue dei santi Pietro e Paolo; una bifora si apre al centro della facciata, e un oculo in mezzo al frontone. 
Le fiancate, scandite da paraste doriche, sono spezzate dai volumi sporgenti della sagrestia e del deposito; nelle sezioni centrali vi sono finestre a lunetta e, sul fianco destro, un accesso secondario; altre due finestre a lunetta illuminano il presbiterio. Sul fianco sinistro si appoggia il campanile, una torre a base quadrata alta circa trenta metri, con orologio, cella campanaria aperta da monofore e guglia piramidale in lamiera; contiene quattro campane, una del 1606 detta "campana della tempesta" (con la scritta A fulgore et tempestate libera nos Domine e le effigi di sei santi, forse proveniente da Castel Pergine) e le altre del 1928 (fuse da Colbacchini di Treviso in sostituzione di quelle requisite durante la Grande Guerra).

### Interno
L'interno ha un'unica grande navata, pavimentata in lastre di pietra; paraste doriche raccordate da un cornicione marcapiano la suddividono in tre campate voltate a lunetta. Sul fianco destro della terza campata c'è l'altare laterale, proveniente dal duomo di Trento, su cui si trova anche il tabernacolo; inizialmente intitolato all'Addolorata, è stato riconsacrato al Sacro Cuore e al Santissimo Sacramento nel 1968. In aula vi sono anche il fonte battesimale (probabilmente quello della chiesa vecchia, inaugurato nel 1831 e restaurato nel 1968) e, incassata nella parete a lato dell'ingresso, la piccola acquasantiera del 1549. 
Sul lato sinistro della seconda campata si erge un imponente cenotafio rinascimentale in marmo, uno dei più grandi della regione con un'altezza di 6,3 metri e una larghezza di 4,5; datato 1595, è attribuito alla bottega dei Carneri e venne commissionato da Giambattista e Francesco d'Arco (morti nel 1570 e nel 1578). Al centro figura lo stemma dei conti d'Arco, con armature e trofei ai lati e angioletti; sotto allo stemma è scolpita una scena di battaglia tra imperiali e turchi, assai rovinata durante l'invasione del 1703: essa doveva simboleggiare la partecipazione dei conti d'Arco ad alcune battaglie in difesa dell'Europa cristiana. Quattro colonne candelate bianche sostengono una fila di panoplie classiche e quindi la trabeazione, su cui è montata la cimasa; quest'ultima è composta da altri due angeli con gli stemmi dei d'Arco, e da una targa in pietra di paragone che ricorda i conti Nicolò e Gerardo d'Arco, detti fondatori del monastero dei Celestini. 
Il presbiterio, rialzato di quattro gradini e pavimentato in legno, è voltato a crociera e concluso dall'abside semicircolare, e ha due portalini laterali che conducono alla sagrestia e al deposito. L'altare maggiore, proveniente dall'ex chiesa dei Disciplini di Riva, è barocco, e ospita una pala del 1944 del veronese Agostino Pegrassi, raffigurante la Madonna con i santi Celestino e Vigilio. L'ancona è fissata al muro dell'abside, mentre la mensa è stata reimpiegata come altare al popolo e si trova su una pedana in pietra al centro del presbiterio.
In chiesa sono conservati anche altri dipinti: un quadro ex voto del 1797 della Madonna con Bambino e i santi Rocco e Antonio abate; una Madonna Assunta in cielo di fine Cinquecento, probabilmente pala maggiore della vecchia chiesa dei Celestini; una Maria del Carmelo coi Santi Agostino, Domenico e Teresa d'Avila, opera seicentesca forse di Stefano Cattani o Carani. Tra le alte opere, si segnala la via Crucis lignea del 1988 di A. Chemotti di Stravino; due arazzi a patchwork raffiguranti l'Ultima Cena e la Natività di Nostro Signore; e varie statue, tra cui una Madonna Addolorata ottocentesca e un san Giuseppe di Giovanni Pendl (scultore della Zillertal morto nel 1859), entrambe provenienti dai primi altari laterali della chiesa nuova; una statua del Sacro Cuore di Gesù (di Corrado Verra di Ortisei, 1939) e una di Maria Immacolata (di Ferdinando Perathoner di Ortisei, fine anni 1940).